# My Teacher, My Obsession
My Teacher, My Obsession é um telefilme de drama e suspense estadunidense de 2018 dirigido por Damian Romay, escrito por Patrick Robert Young e estrelado por Rusty Joiner, Lucy Loken e Laura Bilgeri. O enredo gira em torno de Riley (Laura Bilgeri), que foi transferida para uma nova escola onde seu pai está trabalhando como professor de inglês. Riley inicialmente tem dificuldade em encontrar novos amigos, mas eventualmente conhece Kyla (Lucy Loken) e elas se tornam amigas íntimas. Acontece, porém, que Kyla está obcecada pelo pai de Riley.

## História
Riley está no último ano do ensino médio, começando seu primeiro dia em uma nova escola junto com seu pai, Chris, o mais novo professor de inglês da escola. Durante sua primeira aula, Chris chama a atenção de Tricia, uma garota popular, e de Kyla, a fotógrafa do anuário da escola. Depois da aula, Kyla faz amizade com Riley, que revela que é filha de Chris, e pede para ir a sua casa para uma sessão de estudos. Em sua casa, Riley conta a Kyla sobre a infidelidade de sua mãe, que levou ao divórcio de seus pais. Naquela noite, Kyla sonha com Chris e se apaixona por ele.
No dia seguinte, Tricia fica amiga de Riley, enfurecendo Kyla. Ela avisa Riley que Tricia é perigosa e afirma que ela tem um histórico de mexer com professores, já que ela havia dormido com um professor de história no ano anterior. Mais tarde naquela noite, a mãe de Kyla, Jess, está se preparando para um encontro, que é revelado ser Chris. Enquanto ela os observa flertar, Kyla fica com ciúmes e sabota seu encontro, forçando Chris a passar a noite, e permitindo que Kyla se aproxime dele.
Na manhã seguinte, na escola, Kyla confronta Riley sobre sair com Tricia, apesar de seu aviso, e diz que ela está sendo usada por Tricia para chegar até seu pai. Riley diz a ela que Tricia afirma que não foi ela quem dormiu com seu professor de história, mas a própria Kyla. Kyla nega a acusação e Riley vai embora. Mais tarde, Kyla confronta Tricia, ameaçando-a se não deixar Riley em paz, mas Tricia se recusa a recuar.
No dia seguinte, Kyla, tendo enchido seu armário com fotos obscenas que tirou de si mesma na noite anterior, diz a Chris que está sendo assediada, e ele promete ajudar a encontrar o responsável. Kyla e Riley eventualmente fazem as pazes, e Kyla confessa ter dormido com seu professor de história, alegando que ele a manipulou. Mais tarde naquela noite, enquanto Chris e Jess se preparavam para um encontro, Kyla, se passando por Tricia, envia mensagens sexualmente sugestivas para o telefone de Chris. Jess, acreditando que Chris está fazendo sexo com uma de suas alunas, o expulsa. Enquanto Chris se senta em sua caminhonete, Kyla entra e o seduz para beijá-la. No dia seguinte, a polícia chega e leva Tricia embora, tendo encontrado o telefone usado para enviar mensagens sexualmente sugestivas a Chris, além de conter as fotos obscenas de Kyla, em seu armário. Naquela noite na festa de aniversário de Riley, Kyla entra no escritório de Chris em sua casa e o seduz a fazer sexo. Riley os descobre e foge perturbada. Na manhã seguinte, Jess confronta Chris, tendo sido avisada por Riley. Ao levar Kyla embora, Kyla nega qualquer delito, pois ela é maior de idade e afirma que Chris e ela estão apaixonados. Chris pede desculpas a Riley e diz a ela que não verá mais Kyla, e Riley o perdoa.
No dia seguinte, Kyla liga para Tricia e pede para encontrá-la antes da escola. Quando Tricia chega, Kyla admite que a incriminou e se machuca quebrando os dedos. Quando Riley e Chris chegam, Kyla grita por ajuda, alegando que Tricia a atacou. Tricia é presa e Kyla vai para o hospital. Lá, Riley diz a Kyla que seu relacionamento com seu pai acabou, e Kyla parece concordar. Ela pede a Riley para assumir as responsabilidades de seu anuário por um jogo de basquete naquela noite, o que Riley aceita relutantemente. Quando Riley vai embora, Kyla diz a Chris que eles podem finalmente ficar juntos sem Tricia, mas Chris a nega, dizendo que seu relacionamento acabou e pede para deixá-lo em paz. Kyla declara que nunca vai deixar Chris, e o lembra que ele terá que vê-la todos os dias na aula. Chris decide largar o emprego para ficar longe dela, e sai para recolher seus pertences na sala de aula. Kyla pega um bisturi no hospital e foge.
Na escola, Kyla confronta Riley, declarando que apenas uma delas pode estar na vida de Chris, e a esfaqueia no estômago. Fazendo seu caminho para a aula de Chris, ela segura o bisturi em sua garganta, dizendo a ele que eles foram feitos para ficarem juntos, e também revelando que foi ela que manipulou seu professor anterior, e não o contrário. Chris empurra Kyla para longe dele, mas ela o faz tropeçar, fazendo com que ele bata com a cabeça, deixando-o inconsciente. Um zelador ouve a comoção e tropeça em Kyla, que finge estar ferida e pede ajuda a ele. Enquanto o zelador corre para encontrar ajuda, Riley, viva, mas gravemente ferida, o avisa para correr, mas Kyla o esfaqueia e o mata. As duas começam a lutar, e Riley eventualmente derrota Kyla até a submissão. Quando a polícia chega, Riley e Kyla são levadas em ambulâncias separadas.
Algum tempo depois, Riley está saindo para seu primeiro dia de faculdade. Quando ela se despede de seu pai, sem ser vista por nenhum deles, uma figura encapuzada os observa de longe.

## Elenco
- Rusty Joiner como Chris
- Lucy Loken como Kyla
- Laura Bilgeri como Riley
- Jana Lee Hamblin como Jess
- Alexandria DeBerry como Tricia (como Allie Deberry)
- Bruno Rose como Quentin
- Lestonja Diaz como Ellis
- David Ditmore como Janitor

## Lançamento
My Teacher, My Obsession foi lançado em 12 de junho de 2018.